# Johann Friedrich Constantin von Lossau
Johann Friedrich Constantin von Lossau (ur. 24 lipca 1767 w Minden, zm. 16 lutego 1848 w Berlinie) – pruski generał piechoty, teoretyk wojskowości.

## Życiorys

### Młodość
Pochodził z marchijskiej arystokracji. Był synem pruskiego generała Matthiasa Ludwiga von Lossowa (1717–1783) i Charlotte Luise z d. Schneider (1732–1812). Jako czternastolatek, w 1781 roku, rozpoczął służbę w pułku fizylierów Aleksandra Friedricha von Woldecka. w 1799 roku awansował na porucznika kwatermistrzostwa w sztabie generalnym.

### Rodzina
Jego żoną była Charlotte Rahel von Raschau, z d. von Rostock (1772–1830). Ślub zawarli 31 stycznia 1800 roku w Zgorzelcu. Mieli pięcioro dzieci: Friedrich August Konstantin (ur. 1801), Bertha Philippine Luise (ur. 1806), Cäcilie Charlotte Konstanze (1809–1886). Dwóch synów zmarło w dzieciństwie.

### Kariera wojskowa
W roku 1806 von Lossau w stopniu majora wziął udział w bitwie przeciwko wojskom napoleońskim pod Auerstedt. Rok później przeszedł do sztabu generalnego feldmarszałka von Blüchera, który po pokoju w Tylży przekształcono w pruski departament wojny. W 1809 roku zatrudniony został w sztabie gubernatora Śląska, generała Juliusa von Grawerta. Z początkiem marca 1813 roku powołany został na stanowisko komendanta Grudziądza, a pod koniec tego miesiąca przeniesiono go do korpusu wyzwalającego Szczecin. W sierpniu 1814 r. podniesiony został do rangi na generała majora. W roku 1815 objął dowództwo pomorskiej brygady Landwehry, kolejno przejął nadzór nad pruskim korpusem armijnym we Francji, a następnie został pierwszym dowódcą 15 Dywizji Piechoty. 22 lutego 1820 roku został powtórnie mianowany komendantem Grudziądza. 30 marca 1824 roku przyznano mu tytuł generała lejtnanta. Od 18 czerwca 1825 r. do 30 marca 1831 r. był komendantem twierdzy Gdańsk oraz dowódcą 2. Dywizji Piechoty w Gdańsku. Po zakończeniu dowodzenia dywizją pełnił funkcję komendanta miasta. 11 czerwca 1833 roku przeszedł na emeryturę i przeprowadził się do Berlina.
W marcu 1831 roku Johann Friedrich Constantin von Lossau jako pierwszy w dziejach otrzymał od Rady Miejskiej Gdańska honorowe obywatelstwo miasta. 21 grudnia 1836 roku król pruski uhonorował go Orderem Orła Czerwonego I. klasy z liśćmi dębu, zaś 3 stycznia 1848 r. nadaniem tytułu generała piechoty. Emerytowany generał zajął się opracowywaniem wojskowo-historycznych wydarzeń wojennych w Europie i Prusach na przełomie XVIII i XIX wieku. Zmarł w Berlinie 16 lutego 1848 roku.

## Publikacje
- Der Krieg. Für wahre Krieger (1815)[7];
- Ideale der Kriegführung in einer Analyse der größten Feldherren (1836)[8];
- Charakteristik der Kriege Napoleons (1843)[9].

## Odznaczenia
Odznaczenia gen. von Lossau to między innymi:
- Order Orła Czerwonego I klasy z liśćmi dębu
- Order Orła Czerwonego II klasy z liśćmi dębu
- Order Pour le Mérite
- Krzyż Żelazny II klasy
- Odznaka za Służbę Wojskową
- Komandor Orderu Zasługi Wojskowej (Francja)
- Oficer Legii Honorowej
- Order Świętego Włodzimierza III klasy (Imperium Rosyjskie)